# 사쿠라 키요미
사쿠라 키요미(紗倉清美)는 《침략! 오징어 소녀》에 등장하는 등장인물이다. 투니버스 더빙판 이름은 '강푸름'.

## 소개
같은 동네에 사는 여자 아이로 오징어 소녀의 친구이다. 중학교 3학년이고 하세 중학교에 다니고 있다.
오징어 소녀가 장난으로 벨을 누르고 도망가려고 했던 게 우연히 키요미의 집이었던 일이 계기가 되어 오징어 소녀와 아는 사이가 되었다. 못된 장난이 치즈루에게 알려지는 것을 두려워한 오징어 소녀가 친구 행세를 해달라고 부탁했지만, ‘행세’는 싫다고 하여 진짜 친구가 되었다.
온화하고 명랑한 성격으로 오징어 소녀와도 평범하게 친구 사이로 지내고 있다. 오징어 소녀가 치즈루와 에이코의 여동생이라고 생각하는 한편, 먹물을 뱉을 수 있다는 것도 받아들이고 있다(제145화).

## 주변관계
학교에서는 배드민턴부의 부장을 맡고 있다. 애니메이션에서는 여자 야구부의 주장으로 투수를 맡고 있다.

## 특징
검은색(애니메이션에서는 갈색)의 긴 머리를 뒤쪽으로 두 갈래로 묶은 헤어스타일에 안경을 쓰고 있다.

## 그 외
가슴이 작은 것이 약간 컴플렉스이다.

## 오징어 소녀에 대한 호칭
오징어 소녀를 부를 때에는 ‘イカちゃん 이카쨩[*]’이라고 부른다.